# Playa de Rodas
Playa de Rodas, galicisch Praia das Rodas, bezeichnet einen leicht gebogenen Strand von etwa 700 m Länge auf den spanischen Illas Cíes westlich der Stadt Vigo. 
Die britische Tageszeitung The Guardian erklärte den Strand im Februar 2007 zum schönsten Strand der Welt.